# René R. J. Rohr
Pour les articles homonymes, voir Rohr.
René Rodolphe Joseph Rohr (20 octobre 1905 – 13 décembre 2000) était un spécialiste français en gnomonique. Il fut l’auteur de traités et d’articles de référence sur les cadrans solaires, leur conception et leur historique. Gnomoniste, il a également conçu ou restauré de nombreux cadrans solaires. Il est plus connu comme René R. J. Rohr (publications), René Rohr (en Alsace), ou R. R. J. Rohr (anglo-saxons).

## Biographie
René Rohr est né le 20 octobre 1905 à Strasbourg, en Alsace alors allemande (de 1870 à 1918), et s’exprimera en allemand aussi bien qu’en français. Après une enfance passée à Schiltigheim et un baccalauréat à Strasbourg, il fait l’École de la Marine marchande et entame une première carrière d’officier de marine, lieutenant puis capitaine au long-cours. Après s’être marié en 1936 avec Antoinette Ruch et avoir eu des enfants, il entame une seconde carrière à la Caisse d’Épargne de Strasbourg et publie plusieurs livres de souvenirs et d’observations de ses voyages, comme Palmiers, sites et archipels. Beauté et sortilège des tropiques (1958).
En 1965, il prend sa retraite et se consacre à la gnomonique, publiant la première version de son traité Les Cadrans solaires. Il donnera des conférences, sera édité en quatre langues, et publiera quelque 250 articles et études dans une douzaine de pays, devenant un « Alsacien reconnu par l’étranger et ignoré par la communauté scientifique française ».
René Rohr est mort le 13 décembre 2000 (à 95 ans) à Strasbourg-Robertsau, laissant trois enfants (Christiane, Renée, et Paul). Vice-président de la BSS (British Sundial Society, la Société britannique des cadrans solaires), il était également membre d’associations comme la SAFGA (Société astronomique de France, Groupe d’Alsace) et la DGC (Deutsche Gesellschaft für Chronometrie, la Société allemande de chronométrie).

## Bibliographie

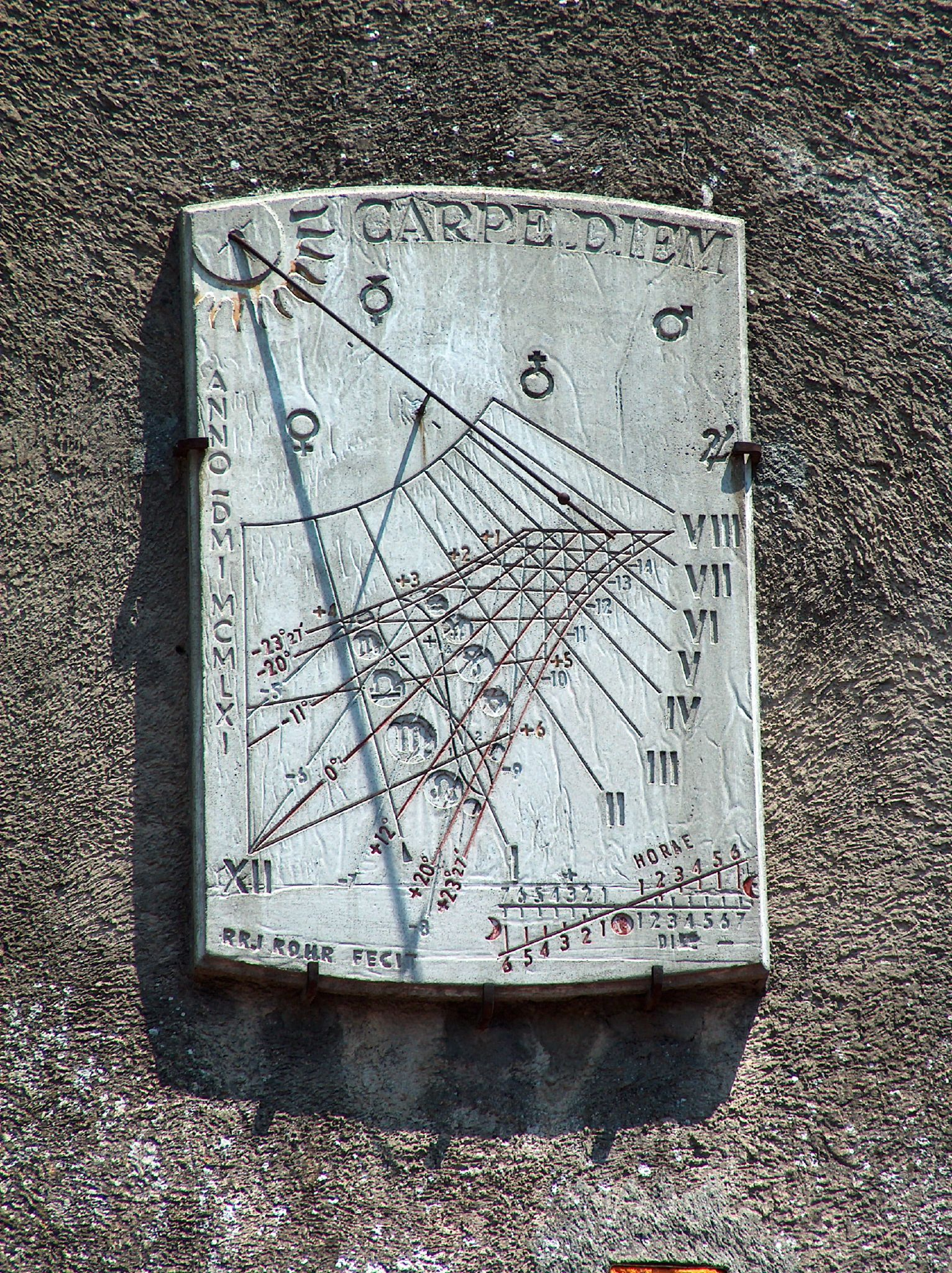
Carpe diem, un cadran solaire à Carcassonne, conçu par René R. J. Rohr, 1961.

## Éditions
Détail des principales éditions et traductions des ouvrages de gnomonique.
- Les Cadrans solaires. Traité de gnomonique théorique et appliquée (préf. Henri Michel (de l’Académie Internationale d’Histoire des Sciences)), Paris-Montrouge, Gauthier-Villars, 1965, 207 p., cartonné (OCLC 4673165, présentation en ligne)Édition originale (à dix chapitres).
  - (en) Sundials : History, Theory, and Practice [« Les Cadrans solaires »] (trad. Gabriel Godin, préf. Henri Michel), Toronto, University of Toronto Press, 1970, 152 (x 142), cartonné (ISBN 0-8020-1567-0, OCLC 92367, présentation en ligne)Traduction de l’édition originale (à dix chapitres) de 1965.
  - (en) Sundials : History, Theory, and Practice [« Les Cadrans solaires »] (trad. Gabriel Godin, préf. Henri Michel), New York, Dover Publications, 9 juillet 1996, 176 (viii 142 [16]), broché (ISBN 0-486-29139-1, OCLC 33358214, présentation en ligne)Réédition de la traduction originale (à dix chapitres) de 1970 ; la version augmentée de 1982/1986 reste inédite en anglais.
- Les Cadrans solaires anciens d’Alsace (préf. Victor Beyer (conservateur en chef des musées de Strasbourg)), Colmar, Alsatia, coll. « Richesses de l’Alsace », 1971, 271 p., cartonné (OCLC 506070, présentation en ligne)Publié avec le concours du CNRS. (ASIN B0000DRBI4 et B0000E9FHS)
- Cadrans solaires : histoire, théorie, pratique. Traité de gnomonique (trad. de l'allemand, préf. l’éditeur), Strasbourg, Oberlin, 1986, 216 p., cartonné (ISBN 2-85369-052-0, OCLC 25952296, présentation en ligne)Édition revue et augmentée (à douze chapitres) de l’édition 1965 ; ajouts d’abord parus à l’occasion de la traduction allemande de 1982 Die Sonnenuhr, puis intégrés à cette réédition en français.
  - (de) Die Sonnenuhr : Geschichte, Theorie, Funktion (trad. René R. J. Rohr, préf. l’éditeur), Munich, Callwey, 1982, 215 p., cartonné (ISBN 3-7667-0610-1, OCLC 9538819, présentation en ligne)Version en allemand de l’édition augmentée (à douze chapitres) de 1986 ; a techniquement paru en premier comme traduction augmentée de l’édition originale (à dix chapitres) de 1965.
  - (it) Meridiane. Storia, teoria, pratica [« Die Sonnenuhr »] (trad. International Corner, préf. l’éditeur), Turin, Ulisse, 1988, 216 p., broché (ISBN 88-414-3013-3, présentation en ligne)Version en italien de l’édition augmentée (à douze chapitres) de 1986 ; apparemment traduit depuis la version en allemand[5].